# Серклвил (Јута)
Серклвил (енгл. Circleville) град је у америчкој савезној држави Јута.

## Демографија
По попису из 2010. године број становника је 547, што је 42 (8,3%) становника више него 2000. године.
| Група             | 2000.       | 2010.       |
| Белци             | 474 (93,9%) | 445 (81,4%) |
| Афроамериканци    | 1 (0,2%)    | 1 (0,2%)    |
| Азијати           | 1 (0,2%)    | 0 (0,0%)    |
| Хиспаноамериканци | 22 (4,4%)   | 93 (17,0%)  |
| Укупно            | 505         | 547         |